# Борбени задатак
Борбени задатак (енгл. Fight Quest) је телевизијски шоу на Дискавери каналу чија је прва епизода приказана 28. децембра 2007, а недељно почео са приказивањем од 4. јануара 2008. Шоу прати Џимија Смита, бившег наставника математике и професионалног ММА борца, и Дага Андерсона, ветерана ирачког рата, како путују светом и уче различите стилове борилачких вештина, проводећи 5 дана са чувеним мајсторима тог стила вежбајући, пре финалног показивања наученог у борби. Серија је отказана на почетку друге сезоне (у којој су приказане само 3 епизоде), 3. октобра 2008. 

## Епизоде

### Прва сезона
| Епизода # | Држава       | Град                                       | Борилачка вештина     | мајстори                                                        | Приказана         |
| --------- | ------------ | ------------------------------------------ | --------------------- | --------------------------------------------------------------- | ----------------- |
| 1.1       | Кина         | Денгфенг                                   | Кунг фу (Вушу; Санда) | Ши Де Јанг, Ши Де Ченг                                          | 28. децембар 2007 |
| 1.2       | Филипини     | Манила                                     | Кали                  | Пекити-Тирсија Кали Кристино Васкез                             | 4. јануар 2008.   |
| 1.3       | Јапан        | Токио                                      | Кјукошин карате       | Јузо Года, Исаму Фукуда                                         | 11. јануар 2008.  |
| 1.4       | Мексико      | Мексико                                    | Бокс                  | Игнасио Беристаин Тибурсио Гарсија                              | 18. јануар 2008.  |
| 1.5       | Индонезија   | Бандунг                                    | Пенчак силат          | Рита Суванда Даданг Гунаван                                     | 25. јануар 2008.  |
| 1.6       | Француска    | Марсељ                                     | Савате                | Кристијан Робер, Френк Меј Гредерик Баре, Лорен Боа Патрик Жела | 1. фебруар 2008.  |
| 1.7       | Јужна Кореја | Сеул                                       | Хапкидо               | Ким Нам Џе, Бе Сунг Бук Џу Сунг Вео                             | 8. фебруар 2008.  |
| 1.8       | Бразил       | Рио де Женеиро                             | Бразилски џијуџицу    | Брено Сивак, Ренато Барето Риксон Грејси                        | 15. јануар 2008.  |
| 1.9       | Израел       | Нетања                                     | Крав мага             | Ран Накаш Авивит Офтек Коен                                     | 22. јануар 2008.  |
| 1.10      | САД          | Заливска област Сан Франциска, Калифорнија | Каџекенбо             | Чарлс Гејлорд, Грег Харпер                                      | 29. фебруар 2008. |

### Друга сезона
| Епизода # | Држава   | Град     | Борилачка вјештина | мајстори                     | датум приказивања   |
| --------- | -------- | -------- | ------------------ | ---------------------------- | ------------------- |
| 2.1       | Тајланд  | Бангкок  | Тајландски бокс    | Такун Понгшупа, Карим Патана | 26. септембар 2008. |
| 2.2       | Индија   | Кожикоде |                    |                              | 26. септембар 2008. |
| 2.3       | Хонгконг | Хонгконг | Винг чун           |                              | 3. октобар 2008.    |